# Света Богородица Ксилургу
„Успение Богородично“ или „Света Богородица Ксилургу“ (на гръцки: Σκήτη Βογορόδιτσα Ξυλουργού, в превод Дърводелка) е руски православен общежителен скит на Света гора, разположен в източната част на полуострова, на около един час ход пеша северно от Карея. Скитът се намира на 700 m надморска височина, на територията на манастира „Пантократор“, но принадлежи на руския манастир „Свети Пантелеймон“.

## История
Според руски предания това е най-старата руска обител в света, основана през Х век от княгиня Олга Киевска, след като приела светото кръщене в Константинопол. Точни исторически данни за основаването на обителта обаче не са запазени и поради това най-вероятно обителта е основана от гръцки монаси.
След основаването си скитът „Богородица“ е бил подобен на малък манастир с единствена главна църква „Успение Богородично“.
Скитът е известен в историята на Света гора с един писмен акт от 1143 г., представляващ опис на неговото имущество при предаването му от Протата (органа на самоуправление на Света гора, включващ представителите на атонските манастири) на новоизбрания игумен Христофор.
През 1169 г. монасите се преместват в новия по-голям Пантелеймонов манастир. Едновременно с това монасите се обръщат с молба към атонските игумени да им бъде оставена и предишната обител. Атонския протат се съгласява и през 1169 г. монасите-ксилургийци получават в собственост и своя стар манастир, който през 1169 г. придобива статут на скит на Пантелеймоновия манастир.
След западането на манастира Свети Пантелеймон скитът е изоставен. През 1818 г. скитът е възстановен и заселен основно от български монаси. През 1820 г. те построяват параклис в монашеския корпус, посветен на Свети Йоан Рилски, а през 1885 г. и нов двуетажен корпус от килии с голям параклис, посветен на Св. св. Кирил и Методий. До средата на 80-те години на ХХ век в скита живеят български монаси.